# 狼と踊れ〜HOUND DOG 武道館ライブ
『狼と踊れ～HOUND DOG 武道館ライブ』は、HOUND DOGによるライブ・アルバム。1983年12月21日に発売された。ジャケットには「STEPPING WOLF」と記されている。

## 解説
1983年10～12月のGREAT ESCAPE TOUR追撃戦での1983年11月2日の日本武道館でのコンサートを収録。
ヒット曲がないなかでの武道館公演にメンバーも音楽業界も1万人も集客できると思っていなかったが、ファン・クラブの有志「突撃隊」がチケットを売りまくった（中には一人で100枚売った者もいた）ことで、満員での開催となった。
この公演のラスト・ナンバーだが本アルバムに収録されなかった「SONGS」が、2001年に発売されたボックス・セット「EARLY DAYS」に収録された。

## 収録曲

### CD DISC 1
1. ラスト・ヒーロー　[5:05]
  - 『BRASH BOY』収録
2. GOGO!サタデイナイト　[3:08]
  - 『BRASH BOY』収録
3. FENを聞きながら　[3:20]
  - 『BRASH BOY』収録
4. STILL!　[4:14]
  - 『BRASH BOY』収録
5. 今夜ハートで　[4:42]
  - 『STAND PLAY』収録
6. ジェラス・ガイ　[4:28]
  - 『BRASH BOY』収録
7. Bye Bye Dancin' Blue Suede Shoes　[3:47]
  - 『POWER UP!』収録
8. Sake To Me　[5:29]
  - アルバム未収録
9. おちょくられた夜　[4:47]
  - 『STAND PLAY』収録
10. ナイト・タイムス　[4:47]
  - 『STAND PLAY』収録
11. サンセットロード　[5:14]
  - 『Roll Over』収録
12. "J"のバラード　[3:30]
  - 『BRASH BOY』収録

### CD DISC 2
1. Baby Blue　[6:17]
  - 『Roll Over』収録
2. Midnight Boogie　[4:01]
  - 『BRASH BOY』収録
3. トラブル・メーカー　[3:45]
  - 『Roll Over』収録
4. DANCE MUSIC　[5:28]
  - 『Roll Over』収録
5. だから大好き、ロックンロール　[7:01]
  - 『Welcome to The Rock'n Roll Show』収録
6. No More Rock'n Roll　[3:47]
  - 『BRASH BOY』収録
7. 涙のBirthday　[10:57]
  - 『POWER UP!』収録
8. Last Night Last Time　[8:04]
  - 『STAND PLAY』収録
9. クレイジー・ナイト　[3:30]
  - 『Roll Over』収録
10. 嵐の金曜日　[7:14]
  - 『Welcome to The Rock'n Roll Show』収録

## ミュージシャン
- 大友康平：リードボーカル
- 八島順一：ギター
- 高橋良秀：ギター
- 蓑輪単志：キーボード
- 海藤節生：ベース
- 藤村一清：ドラム